# Vinjeøra
63°12′33.077″N 8°59′22.427″Ø / 63.20918806°N 8.98956306°Ø
Vinjeøra er en by i Hemne kommune i Trøndelag fylke i Norge. Frem til 1964 lå Vinjeøra i Vinje kommune, efter kommunesammenlægningen blev den en del af Hemne kommune (og gamle Vinje kommune i Sør-Trøndelag blev nedlagt). Byen ligger omtrent 95 km. fra Trondheim og 105 km fra Kristiansund. Den ligger ved  europavejen E39 og har næsten 300 indbyggere. Her ligger  Bygdemuseumet «Bua», kaféen «E39», tøj- og antikbutikken «Brukbart», samt en fødevarebutik.